# Aly Mazahéri
Aly Mazahéri, né le 10 mars 1914 à Téhéran et mort le 24 novembre 1991 à Chartres, est un iranologue, sociologue et historien iranien et français. Il était membre de l'Académie internationale de l'histoire des sciences.

## Biographie
Doué dès son plus jeune âge, Aly Mazahéri poursuit ses études secondaires au collège Dâr al-Mo'allémîn de Téhéran et écrit en 1927 une Histoire de Rome, alors qu'il n'est que lycéen. Il est bachelier à treize ans. Il reçoit ensuite une bourse du gouvernement iranien pour aller suivre ses études en France à l'école normale supérieure de Saint-Cloud, puis à l'école des chartes[réf. nécessaire]. Il reçoit son doctorat de sociologie en 1938 de la Sorbonne grâce à sa thèse La Famille iranienne aux temps anté-islamiques. Il décide de demeurer en France pour poursuivre ses travaux et ne pas laisser le monopole de l'érudition concernant l'histoire de l'iran aux seuls occidentaux. Du fait de sa connaissance de l'avestique du vieux-persan, du pehlevi et bien sûr du persan, il peut remonter aux sources. Il maîtrise en plus du français (qu'il parle et écrit dans une langue fort châtiée), l'allemand (les Allemands sont des pionniers en iranologie) et l'anglais, et il est capable de lire les textes en arabe et en turc et divers dialectes iraniens.
Il se marie avec une Française et passe l'Occupation dans le Sud-Ouest. Après la guerre, il travaille comme spécialiste des manuscrits persans de la Bibliothèque nationale de Paris. Son ouvrage publié en 1949 chez Hachette, La Vie quotidienne des musulmans au Moyen-Âge, aux Xe – XIIIe siècles, fait date auprès des historiens et il est traduit en une dizaine de langues dont le persan. Il remet en question un certain nombre de clichés. Ensuite Mazahéri travaille comme chercheur au CNRS. Il s'intéresse à l'histoire de la route de la soie et des liens de l'Iran avec la Chine, comme pont entre l'Orient et l'Occident, rejetant un certain « européocentrisme ». Il publie nombre d'articles scientifiques pour la revue Annales dans les années 1950-1960, se passionnant pour l'histoire des sciences dans le monde islamique.
En 1957, Aly Mazahéri entre à l'École pratique des hautes études. Il participe à des congrès internationaux d'orientalistes. Il rédige l'article intitulé Histoire des peuples musulmans au XIXe siècle de l'Histoire mondiale de l'humanité, publiée par l'Unesco en 1975. Il y montre la résistance des grands États traditionnels face notamment à l'expansionnisme et au colonialisme britannique. Son maître ouvrage intitulé Les Trésors de l'Iran aborde avec une grande érudition l'histoire de l'art, l'archéologie et l'histoire de la Perse, des origines, jusqu'aux Qadjars. En 1964, il présente à la Sorbonne sa thèse de doctorat d'État en histoire des sciences intitulée Les origines persanes de l'arithmétique, basée sur la traduction d'un texte arabe rédigé par un mathématicien persan, Kushiyâr (971-1029). De 1970 à 1984, il enseigne l'histoire de l'Iran à l'École des hautes études en sciences sociales.
Il écrivait en français, langue qu'il considérait comme précise d'un point de vue scientifique, mais il rédigea aussi de nombreux articles en persan pour des revues spécialisées. Il passa ses dernières années à la rédaction d'un Dictionnaire des termes philosophiques persans, en s'intéressant à l'œuvre de Rouzbeh.

## Quelques publications
- La Famille iranienne aux temps anté-islamiques, Paris, Maisonneuve, 1938
- La Vie quotidienne des musulmans au Moyen-Âge, aux Xe – XIIIe siècles, Paris, Hachette, 1949; rééd. 1951, 1964
- « La Théorie atomique d'Omar Khayyâm », in Archives internationales d'histoire des sciences, n° 7, 1949
- L'Âge d'or de l'Islam: quand Bagdad était la capitale de la moitié du Vieux Monde, Paris, Hachette, 1951; réédité: Bibliothèque arabo-berbère, Rives Sud, 2003, lecture en ligne
- « Paracelse alchimiste », in Annales, n° 2, 1956
- « Le Sabre contre l'Épée, ou l'origine chinoise de l'acier au creuset », in Annales, 1958
- « L'Origine chinoise de la balance romaine », in Annales, n° 5, 1960
- « La Shi'ah et la Royauté au XIXe siècle », in La Pensée chiite, Paris, n° 3, 1960
- « Origine et évolution des classes sociales actuelles en Islam », in La Pensée chiite, Paris, n° 9-10, 1961

- Les Trésors de l'Iran, Genève, Albert Skira, 1970, 2e éd. 1977
- Les Origines persanes de l'arithmétique, Nice, Ideric - université de Nice, 1975
- « Les Peuples musulmans au XIXe siècle », in Histoire mondiale de l'humanité, UNESCO, Ve volume, 1975
- « Zarathoustra cet incconu », in Lettres persanes, n° 3, 1982
- « Mani et le gnosticisme », in Lettres persanes, n° 4, 1982
- La Route de la soie, Paris, SPAG, 1983
- « Le Communisme et l'Iran: Mazdak, l'histoire et le mythe », in Lettres persanes, n° 3, 1983